# Josué Filho
Josué Cláudio de Souza Filho, também conhecido como Josué Filho, (Manaus, 15 de abril de 1946) é um administrador e político brasileiro, outrora deputado estadual pelo Amazonas.

## Dados biográficos
Filho de Josué Cláudio de Souza e Maria da Fé Xerez de Souza. Administrador formado na Universidade Federal do Amazonas, assumiu como secretário municipal de Desenvolvimento Comunitário na administração Frank Abrahim Lima, em 1972. A seguir, foi nomeado secretário municipal de Educação e Cultura e nessa condição ocupou a secretaria executiva do Movimento Brasileiro de Alfabetização (MOBRAL) na capital amazonense, onde permaneceu até ser escolhido secretário municipal de Serviços Públicos na administração Jorge Teixeira.
Após filiar-se à ARENA, elegeu-se vereador em Manaus em 1976, assumindo a presidência da Câmara Municipal no ano seguinte, sendo eleito deputado estadual em 1978. Com a volta do pluripartidarismo, foi vencido por Gilberto Mestrinho ao disputar o governo do Amazonas pelo PDS em 1982. Instaurada a Nova República, seguiu rumo ao PFL e conseguiu outro mandato de deputado estadual em 1986, foi candidato a vice-prefeito de Manaus na chapa de Gilberto Mestrinho em 1988 e reelegeu-se deputado estadual em 1990, assumindo o cargo de presidente da Assembleia Legislativa do Amazonas no ano seguinte.
Nomeado secretário de Educação por Gilberto Mestrinho em 1992, bem como ouvidor-geral e depois controlador geral do estado no segundo e terceiro governo de Amazonino Mendes, tornando-se conselheiro do Tribunal de Contas do Amazonas em 2008. Foi sucedido neste último cargo por seu filho, o também político, Josué Cláudio de Souza Neto.